# الغطس في ألعاب التضامن الإسلامي 2005
الغطس في ألعاب التضامن الإسلامي 2005 أقيمت في مكة في السعودية خلال الفترة من 10 أبريل 2005 وحتى 11 أبريل 2005.

## الميداليات
| الحدث           | الذهبية                       | الفضية                          | البرونزية                |
| --------------- | ----------------------------- | ------------------------------- | ------------------------ |
| 3 m springboard | Yeoh Ken Nee · ماليزيا        | Khairul Safwan Mansur · ماليزيا | Yegor Ulizko · كازاخستان |
| 10 m platform   | Bryan Nickson Lomas · ماليزيا | Ilgiz Gatyatullin · كازاخستان   | Yegor Ulizko · كازاخستان |

## جدول الميداليات
*   البلد المضيف (مضيف)
| المرتبة | فريق    | ذهبية | فضية | برونزية | المجموع |
| ------- | ------- | ----- | ---- | ------- | ------- |
| 1       | MAS     | 2     | 1    | 0       | 3       |
| 2       | KAZ     | 0     | 1    | 2       | 3       |
| المجموع | المجموع | 2     | 2    | 2       | 6       |

## وصلات خارجية
- kooora.com